# マリー＝テレーズ・バルデ
マリー＝テレーズ・バルデ（仏: Marie-Thérèse Bardet、英: Marie-Therese Bardet、1898年6月2日 - 2012年6月8日）は、フランスのスーパーセンテナリアン。世界で7番目、ヨーロッパで最高齢の人物であった。

## 略歴
1898年、ブルターニュのロリアンで生まれ、娘をフランス当局に引き渡したシングルマザーのマリー＝ルイーズ・ジェガの娘であった。結婚し、レオンとジャンヌの2人の子供をもうけた。どちらとも死去時点では存命中だった。2012年1月1日、マルセル・ナルボンヌの死去に伴いフランス、並びにヨーロッパで最高齢の人物となった。
2012年6月8日、フランスロワール＝アトランティック県ポンシャトーにある老人ホームで、114歳6日で死去。2人の子供、7人の孫、15人のひ孫、6人のひ孫を残した。